# 佩伊维·萨洛
佩伊维·萨洛（芬蘭語：Päivi Salo，1974年1月31日—），芬兰女子冰球运动员。她曾代表芬兰参加1998年和2002年冬季奥林匹克运动会冰球比赛，其中1998年奥运会获得一枚铜牌。